# Vlaamse verkiezingen 2014/Kandidatenlijsten/CD&V
Dit zijn de kandidatenlijsten van CD&V voor de Vlaamse verkiezingen van 2014. De verkozenen staan vetgedrukt.

## Antwerpen

### Effectieven
1. Kris Peeters
2. Tinne Rombouts
3. Koen Van Den Heuvel
4. Kathleen Helsen
5. Caroline Bastiaens
6. Dirk de Kort
7. Ward Kennes
8. Lili Stevens
9. Stanny Tuyteleers
10. Hassan Aarab
11. Guy Van Hirtum
12. Paul Verbeeck
13. Vera Goris
14. Annemie Der Kinderen
15. Yannick Rombauts
16. Lukas Jacobs
17. Maxime Penen
18. Nathalie Claessens
19. Bert De Keyser
20. Nele Geudens
21. Suzy Put
22. Maya Stepien
23. Michel Lacroix
24. Tinne Vangeel
25. Ann Deceunynck
26. Luc Van Craenendonck
27. Lila Sharma
28. Dirk Crollet
29. Leo Nys
30. Stéphanie Van Campenhout
31. Mieke Van Den Brande
32. Mia De Schamphelaere

### Opvolgers
1. Katrien Schryvers
2. Kristof Waterschoot
3. Orry Van De Wauwer
4. Jamila Hamddan Lachkar
5. Maurice Helsen
6. Joyce Vercauteren
7. Willy Musitu Lufungula
8. Jo Daelemans
9. Sonja Janssens
10. Tom Dewandelaere
11. Guy Vanherck
12. Marijke Verhavert
13. Nele Van Broekhoven
14. Marijke Van Der Moeren
15. Staf Willemsens
16. Wim Van Den Bruel

## Brussels Hoofdstedelijk Gewest

### Effectieven
1. Bianca Debaets
2. Helmut De Vos
3. Anne Mertens
4. Lieven Lemmens
5. Agnès Vanden Bremt
6. Hugo Weckx

### Opvolgers
1. Joris Poschet
2. Astrid De Groeve
3. Joëlle Electeur
4. Kristine Bormans
5. Michel Goethals
6. Alexis Van Maercke

## Limburg

### Effectieven
1. Jo Vandeurzen
2. Sonja Claes
3. Lode Ceyssens
4. Vera Jans
5. Mark Vos
6. Hilde Bollen
7. Luc Wouters
8. Hava Naldemir
9. Jef Verpoorten
10. Lieve Vandeput
11. Steven Mathej
12. Marijke Jordens
13. Ilse Bosmans
14. Leen Potters
15. Raf Drieskens
16. Johan Sauwens

### Opvolgers
1. An Christiaens
2. Jo Brouns
3. Joris Billen
4. Sara Roncada
5. Stijn Van Baelen
6. Heidi Wuestenbergs
7. Michiel Vanloffelt
8. Carine Moors
9. Jos Leroi
10. Katrien Kenis
11. Mieke Van Hout
12. Jan Geuskens
13. Marleen Kauffman
14. Dirk De Vis
15. Ellen Mares
16. Tom Vandeput

## Oost-Vlaanderen

### Effectieven
1. Joke Schauvliege
2. Jos De Meyer
3. Cindy Franssen
4. Robrecht Bothuyne
5. Valerie Taeldeman
6. Iwein De Coninck
7. Jef Van Pee
8. Johan Van Durme
9. Fernand Van Trimpont
10. Herman Vijt
11. Abderrahim Lahlali
12. Pia De Monie
13. Hilde De Graeve
14. Jurgen Soetens
15. Pierre Claeys
16. Charlotte De Smet
17. Sanne Alexander
18. Anja Beeckman
19. Florence Smets
20. Johan Van Vaerenbergh
21. Ilse Poppe
22. Ria Vercruysse
23. Ann Coopman
24. Johan Cornelis
25. Kathleen Hutsebaut
26. Jozef Dauwe
27. Marc Van De Vijver

### Opvolgers
1. Jenne De Potter
2. Leentje Grillaert
3. Phaedra Van Keymolen
4. Pascal Rousseaux
5. Geertrui Van De Velde
6. Marijke De Kerpel
7. Gaëlle De Smet
8. Rita De Vylder
9. Pascal Buytaert
10. Gerda Vanderkimpen-Martens
11. Jan Cools
12. Kris Wattez
13. Patrick Hoste
14. Liliane De Nijs-Bauwens
15. Patrick De Grève
16. Sam De Waele

## Vlaams-Brabant

### Effectieven
1. Peter Van Rompuy
2. Karin Brouwers
3. Michel Doomst
4. Katrien Partyka
5. Walter De Donder
6. Annita Vandebroeck
7. Jef Vanderoost
8. Nele Pelgrims
9. Maarten Forceville
10. Kristel Van Praet
11. Marijke Gidts
12. Herman Arnauts
13. Geertje Van Cuyck
14. Jo Vander Meylen
15. Mieke Abbeloos
16. Micheline De Mol
17. Stefan Imbrechts
18. Karina Rombauts
19. Dirk Claes
20. Jan Laurys

### Opvolgers
1. Jelle Wouters
2. Trui Olbrechts
3. Bart Keymolen
4. Katrien Vermijlen
5. Dirk De Roeck
6. Veerle Langbeen
7. Jan Piqueur
8. Katrijn Kinnaer
9. Bert Kelchtermans
10. Hilda Vandevelde
11. Jeroen Eenens
12. Tracy Bibo-Tansia
13. Liesbeth Claesen
14. Mia Cloetens
15. Bert De Wit
16. Chris Taes

## West-Vlaanderen

### Effectieven
1. Hilde Crevits
2. Bart Dochy
3. Martine Fournier
4. Johan Verstreken
5. Griet Coppé
6. Jan Verfaillie
7. Sabine Poleyn
8. Kurt Vanryckeghem
9. Frans Lefèvre
10. Minou Esquenet
11. Sofie Decavele
12. Tom Pollentier
13. Annick Debonné
14. Sandy Buysschaert
15. Frank Jongbloet
16. Christine Vandewaetere
17. Francis Rodenbach
18. Annie Cools
19. Jan Stevens
20. Rita Demaré
21. Francis Benoit
22. Sabine de Bethune

### Opvolgers
1. Jan Durnez
2. Els Kindt
3. Christof Dejaegher
4. Alexander De Vos
5. Gwendolyn Vandermeersch
6. Brecht Warnez
7. Anke Vandermeersch
8. Joachim Jonckheere
9. Katrien Goemaere
10. Trees Vandeputte
11. Klaas Keirse
12. Loes Dewulf
13. Jasper Deschamps
14. Ester Vanparys
15. Kristof Vermeire
16. Lies Laridon